# Samuel Adrian (präst)
Per Magnus Samuel Adrian, född den 9 mars 1902 i Lund Malmöhus län, död den 11 januari 1988 i Bjärsjölagård, Östra Kärrstorps församling, Malmöhus län, var en svensk präst. Han var son till Carl Adrian och far till Carl Magnus Adrian.
Adrian avlade studentexamen i Lund 1920, teologisk-filosofisk examen 1921, teologie kandidatexamen och praktiskt teologiskt prov 1925. Han
prästvigdes för Lunds stift sistnämnda år. Adrian blev vice pastor i Reslöv 1925, i Södervidinge 1927, i Östra Kärrstorp och i Frenninge samma år, tillförordnad komminister i Hässleholm 1929, pastor vid Skånska trängkåren 1929, biträdande stiftsadjunkt 1932, lasarettspredikant 1938 samt kyrkoherde i Båstad och Hov 1945. År 1962 frånträdde han Hov och 1971 blev han emeritus. Adrian var ledamot av centralstyrelsen för Kyrkliga förbundet för evangelisk-luthersk tro från 1940 och ordförande för dess Lundastiftskommitté från 1954. Han var officiell representant för Svenska kyrkan vid Lutherska världskonferensen i Helsingfors 1963. Adrian redigerade bland annat Kyrkfolkets samling (1944), Levande lutherdom (1954) och Redlig kristendom (1960). Han är begraven i en familjegrav på Norra kyrkogården i Lund.